# Cedar Walton

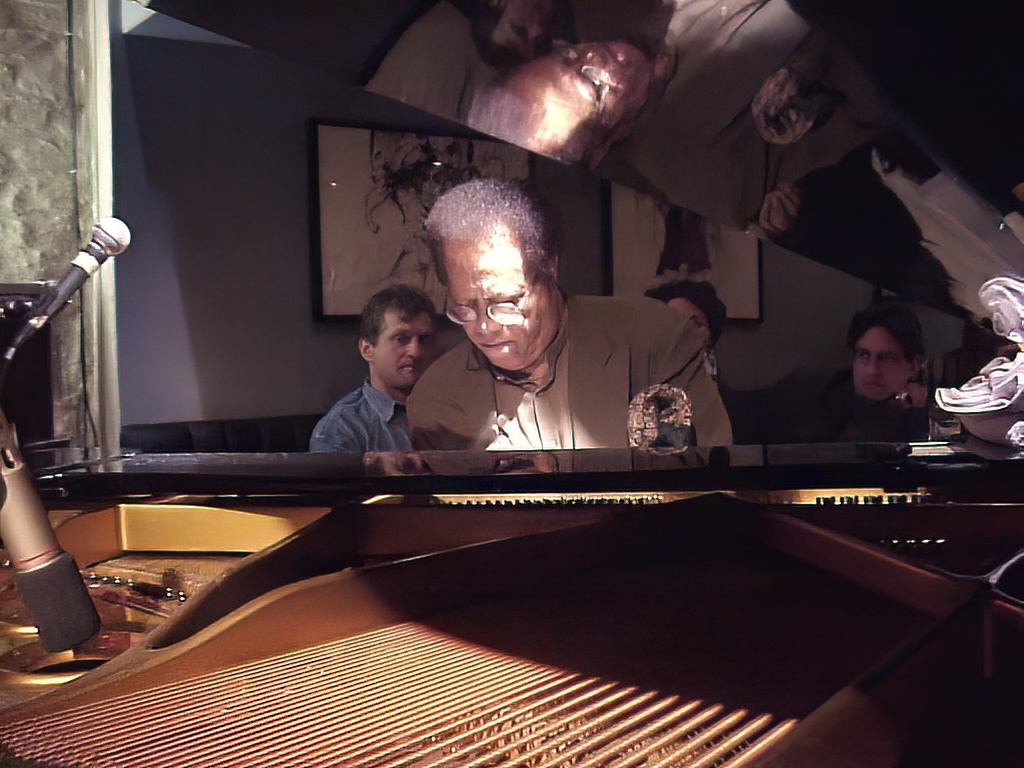
Cedar Walton, 2001

Cedar Anthony Walton jr. (Dallas, 17 januari 1934 – New York, 19 augustus 2013) was een Amerikaanse jazzpianist die zich heeft gespecialiseerd in hardbop-jazz.

## Levensloop
Walton groeide net als Red Garland en Charlie Christian op in Dallas (Texas).
In 1955 verhuisde hij naar New York en na twee jaar dienst, waar hij ook in een jazz-ensemble speelde, ging hij bij Kenny Dorhams band spelen. In New York speelde hij ook met Sonny Rollins, Lou Donaldson en Gigi Gryce voordat hij met trombonist J.J. Johnson ging toeren. In 1959 mocht hij zelfs een steentje bijdragen aan John Coltranes meesterwerk Giant Steps.
In de vroege jaren zestig mocht Walton muziekstukken van Art Blakey & The Jazz Messengers arrangeren en mocht hier ook met onder anderen Wayne Shorter en Freddie Hubbard spelen. Hij werkte drie jaar voor Art Blakey en schreef ondertussen ook zelf stukken voor Blue Note en Riverside.
Uiteindelijk verliet Walton Art Blakey & The Jazz Messengers om zelf op te gaan treden met trio's en kwartetten.
Dit leidde uiteindelijk to zijn debuutalbum in 1966: Cedar. Tot de vroege jaren zeventig werkte hij vaak samen met bassist Sam Jones en drummers Louis Hayes en Billy Higgins. In het begin van de jaren zeventig leidde hij ook zijn eigen funk-groep: Mobius. Hij werkte toen met onder anderen Lee Morgan en Abbey Lincoln.
In de vroege jaren tachtig was Cedar Walton pianist bij de Timeless All-Stars. Deze groep bevatte onder meer Harold Land, Bobby Hutcherson, Curtis Fuller, Buster Williams en Billy Higgins. Walton ging ook zelf optredens houden met onder meer Milt Jackson, Frank Morgan en Dexter Gordon.
Walton wordt gezien als een van de laatste jazzhelden uit de klassieke jazzperiode. Hij stierf in zijn huis in Brooklyn na een korte ziekte.
- Bibsys: 2133961
- Biblioteca Nacional de España: XX1157156
- Bibliothèque nationale de France: cb13900996g (data)
- Gemeinsame Normdatei: 134550579
- International Standard Name Identifier: 0000 0001 1030 1630
- Library of Congress Control Number: n79134305
- Nationale Bibliotheek van Letland: 000070991
- MusicBrainz: 115474d3-9d44-4c96-b5d0-00891187c6e8
- Nationale Bibliotheek van Israël: 987007447759805171
- Nationale Bibliotheek van Polen: a0000003637605
- Nederlandse Thesaurus van Auteursnamen: 070751722
- Réseau des bibliothèques de Suisse occidentale: 02-A003956980
- Istituto Centrale per il Catalogo Unico: UBOV515230
- SNAC: w6g19fc7
- Système universitaire de documentation: 082304491
- Virtual International Authority File: 79668358
- WorldCat: E39PCjBmkBcjPPmXjDmv74HBRq